# Martin Scorsese: Eine Reise durch den amerikanischen Film
Martin Scorsese: Eine Reise durch den amerikanischen Film ist ein britischer Dokumentarfilm von 225 Minuten Länge aus dem Jahr 1995, präsentiert von Martin Scorsese und produziert vom British Film Institute.

## Inhalt
In dem Film untersucht Martin Scorsese eine Auswahl seiner amerikanischen Lieblingsfilme, die nach vier verschiedenen Regietypen gruppiert sind: der Regisseur als Geschichtenerzähler wie John Ford und Clint Eastwood; der Regisseur als Illusionist wie D.W. Griffith und F. W. Murnau, die unter anderem neue Schnitttechniken entwickelten, die später das Auftauchen von Ton und Farbe ermöglichten; der Regisseur als Schmuggler wie die Filmemacher Douglas Sirk, Samuel Fuller und Vincente Minnelli, die in ihren Filmen subversive Botschaften versteckten; und der Regisseur als Bilderstürmer (Ikonoklast), also jene Filmemacher, die den gesellschaftlichen Konventionalismus angriffen, wie Charles Chaplin, Erich von Stroheim, Orson Welles, Elia Kazan, Nicholas Ray, Stanley Kubrick, Arthur Penn und Sam Peckinpah.
Unterteilung
- Teil I
  - Das Dilemma des Regisseurs
  - Der Regisseur als Geschichtenerzähler
    - Der Western
    - Der Gangsterfilm
    - Das Musical
- Teil II
  - Der Regisseur als Illusionist
  - Der Regisseur als Schmuggler I
- Teil III
  - Der Regisseur als Schmuggler II
  - Der Regisseur als Bilderstürmer[2]

Der Film wurde 1995 im Vereinigten Königreich im Fernsehen ausgestrahlt.

## Erwähnte Filme
(Grob in der Reihenfolge des Auftretens.)

### Teil I
- Stadt der Illusionen (1952)
- Duell in der Sonne (1946)
- The Girl Can’t Help It (1956)
- Eine Handvoll Hoffnung (1956)
- Vertigo – Aus dem Reich der Toten (1958)
- Der nackte Kuß (1964)
- Der Tod kommt auf leisen Sohlen (1958)
- The Red House (1947)
- Eine Stadt geht durch die Hölle (1955)
- Sullivans Reisen (1941)
- Ein Mensch der Masse (1928)
- Die große Parade (1925)
- Im Schatten des Zweifels (1943)
- Mr. Smith geht nach Washington (1939)

#### Der Regisseur als Geschichtenerzähler
Der Western
- Der große Eisenbahnraub (1903)
- The Musketeers of Pig Alley (1912)
- Entscheidung in der Sierra (1941)
- Vogelfrei (1949)
- Ringo (1939)
- Der Teufelshauptmann (1949)
- Der Schwarze Falke (1956)
- Die Farm der Besessenen (1950)
- Nackte Gewalt (1953)
- Um Kopf und Kragen (1957)
- Einer muß dran glauben (1958)
- Erbarmungslos (1992)
- Directed by John Ford (1971) (Dokumentarfilm von Peter Bogdanovich)

Der Gangsterfilm
- Der öffentliche Feind (1931)
- Regeneration (1915)
- Scarface (1932)
- Die wilden Zwanziger (1939)
- Vierzehn Jahre Sing-Sing (1948)
- Die Macht des Bösen (1948)
- Point Blank (1967)

Das Musical
- Die Goldgräber von 1935 (1935)
- Goldgräber von 1933 (1933)
- Die 42. Straße (1933)
- Parade im Rampenlicht (1933)
- Meet Me in St. Louis (1944)
- Mein Traum bist Du (1949)
  - New York, New York (1977) (Film wurde im Zusammenhang mit Mein Traum bist Du genannt)
- Vorhang auf! (1953)
- Ein neuer Stern am Himmel (1954)
- Hinter dem Rampenlicht (1979)

### Teil II

#### Der Regisseur als Illusionist
- Buster Keaton, der Filmreporter (1928)
- Die Geburt einer Nation (1915)
- Death's Marathon (1913)
- Cabiria (1914)
- Intoleranz (1916)
- Die Zehn Gebote (1923)
- Samson und Delilah (1949)
- Die zehn Gebote (1956)
- Sonnenaufgang – Lied von zwei Menschen (1927)
- Das Glück in der Mansarde (1927)
- Anna Christie (1930)
- Ein Mann für sie (1930)
- Hölle hinter Gittern (1930)
- Todsünde (1945)
- Johnny Guitar – Wenn Frauen hassen (1954)
- Das Gewand (1953)
- Jenseits von Eden (1955)
- Verdammt sind sie alle (1958)
- Land der Pharaonen (1955)
- Der Untergang des Römischen Reiches (1964)
- Die Abenteuer des jungen Indiana Jones (Fernsehserie) (1992–1996)
- 2001: Odyssee im Weltraum (1968)

#### Der Regisseur als Schmuggler
- Katzenmenschen (1942)
- Ich folgte einem Zombie (1943)
- Brief einer Unbekannten (1948)
- Straße der Versuchung (1945)
- Umleitung (1945)
- Frau ohne Gewissen (1944)
- Crime Wave (1954)
- Outrage (1950)
- Gefährliche Leidenschaft (1950)
- Geheimagent T (1947)
- Flucht ohne Ausweg (1948)
- Rattennest (1955)

### Teil III
- Stadt der Verdammten (1954)
- Was der Himmel erlaubt (1955)
- Eine Handvoll Hoffnung (1956)
- Vierzig Gewehre (1957)
- Polizei greift ein (1953)
- Schock-Korridor (1963)
- Zwei Wochen in einer anderen Stadt (1962)

#### Der Regisseur als Bilderstürmer
- Gebrochene Blüten (1919)
- Der Hochzeitsmarsch (1928)
- Jagd auf James A. (1932)
- Hell's Highway (1932)
- Kinder auf den Straßen (1933)
- Heroes for Sale (1933)
- Die scharlachrote Kaiserin (1934)
- Citizen Kane (1941)
- Der Glanz des Hauses Amberson (1942)
- Der große Diktator (1940)
- Endstation Sehnsucht (1951)
- Die Faust im Nacken (1954)
- Massai (1954)
- Die Saat der Gewalt (1955)
- Der Wilde (1953)
- Sturm über Washington (1962)
- Wege zum Ruhm (1957)
- Laßt mich leben (1958)
- Der Mann mit dem goldenen Arm (1955)
- Dein Schicksal in meiner Hand (1957)
- Eins, zwei, drei (1961)
- Bonnie und Clyde (1967)
- Lolita (1962)
- Barry Lyndon (1975)
- Gesichter (1968)
- Die Unbezwingbaren (1963)
- The Grapes of Wrath (1940)[3][4][5]